# Sphinginae
Sphinginae este o subfamilie de Sphingidae (molii șoim) din ordinul Lepidoptera. Printre speciile notabile se numără Agrius cingulata, o specie comună și ușor de recunoscut, Acherontia spp., molia cap-de-mort, cunoscută în filmul Tăcerea mieilor, și Xanthopan morganii, cu proboscida sa enormă.

## Taxonomie
Subfamilia este împărțită în următoarele triburi:
- Tribul Acherontiini
- Tribul Sphingini